# Gallinago paraguaiae paraguaiae
La agachadiza sudamericana, becasina  o becacina común o aguatero común (Gallinago paraguaiae paraguaiae) es una de las subespecies de G. paraguaiae, un ave caradriforme de la familia Scolopacidae. Esta subespecie habita en gran parte de América del Sur. 

## Taxonomía
Scolopax Paraguaiæ Vieillot, 1816, Paraguay
Este taxón fue originalmente descrito en el año 1816 por el ornitólogo francés Louis Jean Pierre Vieillot, con el nombre científico de Scolopax paraguaiæ. El primer ejemplar fue capturado en el Paraguay.
Su posición taxonómica es complicada pues para la mayor parte de los autores se la debe tratar como una subespecie de Gallinago paraguaiae, es decir conespecífica con Gallinago paraguaiae magellanica, para otros sería una subespecie de Gallinago gallinago, es decir: Gallinago gallinago paraguaiae, mientras que para algunos sería en realidad un taxón monotípico, al elevar al taxón austral al nivel de especie plena.

## Distribución y hábitat
Esta ave limícola vive y se reproduce en vegas, pantanos y otros humedales desde el este de Colombia, las Guayanas y Venezuela por el norte hasta el este del Perú y de Bolivia, gran parte de Brasil, todo Paraguay y Uruguay, llegando por el sur hasta las provincias argentinas  de San Juan, San Luis, La Pampa y Buenos Aires.
En las pampas argentinas, así como también en humedales del Uruguay y el sur del Brasil, al promediar el otoño arriban las poblaciones de la subespecie austral: Gallinago paraguaiae magellanica, con las que esta subespecie convivirá en los mismos ambientes durante todo el invierno.  

## Descripción
Mide unos 31 cm de longitud y pesa alrededor de 110 g. Las patas son cortas, de color amarillo-oliváceas. El pico es rectilíneo, de color amarillo verdoso con el extremo oscuro, con una longitud de alrededor de 70 mm. El plumaje dorsal es negruzco salpicado de motas blanco-amarillentas y una “V” blancuzca o ocrácea. Muestra una faja negruzca a lo largo del píleo, otra cruza sobre los ojos, los que por encima y por debajo presentan además líneas blancuzcas. Las alas tienen sobre un fondo de color pardo oscuro, un salpicado de motas y vermiculado castaño amarillento y blanco. El dibujo que presentan en las remeras es más oscuro que el que exhibe el taxón Gallinago paraguaiae magellanica. El pecho presenta tonos de color ante, con estriado claro. Los flancos son barrados; el vientre es blanco. La cola es negra con faja transversal de color canela. 

## Costumbres
Alimentación
Se alimenta de una amplia variedad de invertebrados, insectos, larvas y lombrices, a los que captura gracias a su largo pico. Complementa la dieta con material vegetal. 
Reproducción
En la época de apareamiento, el macho marca un territorio y llama la atención de las hembras ejecutando un vuelo alto en círculos en el que emite con sus alas un sonido característico.  
El nido es una simple depresión bien escondida en el suelo, entre la vegetación. A partir de agosto ovipone allí de 2 o 3 huevos, los que son incubados por ambos progenitores durante 19 días. Los pichones apenas nacen abandonan el nido en busca de comida, pero bajo el atento cuidado de sus padres.